# NGC 3976
NGC 3976 је спирална галаксија у сазвежђу Девица која се налази на NGC листи објеката дубоког неба.
Деклинација објекта је + 6° 44' 54" а ректасцензија 11h 55m 57,2s. Привидна величина (магнитуда) објекта NGC 3976 износи 11,7 а фотографска магнитуда 12,5. Налази се на удаљености од 34,689 милиона парсека од Сунца. NGC 3976 је још познат и под ознакама UGC 6906, MCG 1-31-1, CGCG 41-6, IRAS 11533+0701, PGC 37483.